# F430 Challenge
De F430 Challenge, ook wel de Ferrari Challenge, is een autorace voor eigenaren van de sportauto Ferrari F430,  georganiseerd door Grand-Am en Ferrari. Het is een competitie, enigszins vergelijkbaar met de Saker Sportscars, waarbij Ferrari F430-eigenaren met elkaar op het circuit de strijd aangaan. Er zijn kampioenschappen in Europa en Amerika, eens per jaar komen de twee kampioenschappen samen in Italië om de finales te rijden. 

## Puntentelling
| Plaats | Punten | Plaats | Punten |
| ------ | ------ | ------ | ------ |
| 1.     | 30     | 10.    | 6      |
| 2.     | 24     | 9.     | 4      |
| 3.     | 20     | 8.     | 6      |
| 4.     | 16     | 9.     | 4      |
| 5.     | 12     | 10.    | 1      |

## De auto
Iedereen gebruikt een Ferrari F430. De auto heeft een V8 met 490pk (360kW) en een koppel van 465 Nm. De versnellingsbak is anders dan die er standaard in de F430 zit. Het is een versnellingsbak uit de Formule 1. Hij schakelt in 150 milliseconden. De carrosserie is van koolstofvezel. De remmen zijn van een koolstof-keramisch materiaal (CCM). De voor- en achterbanden zijn 19" Pirelli racebanden. De auto weegt 1225kg. De voorruit is van Lexan, een soort plastic.